# 레인보우 스트리트
《김형준의 레인보우 스트리트》는 대한민국의 방송국 기독교방송의 라디오 채널 CBS 음악FM에서 매일 밤 12시부터 새벽 2시까지 방송되는 프로그램이다. 수도권 초단파 93.9MHz, 부산광역시 초단파 102.1MHz, 서부산 초단파 105.3MHz, 대구광역시 전지역, 경산, 구미, 칠곡, 성주, 고령 등 경북 일부지역에서는 초단파 97.1MHz이지만, 지방의 경우 CBS 인터넷 라디오인 레인보우와 스마트폰의 레인보우 앱으로 들을 수 있다.

## 역사
2014년 CBS 라디오 봄 개편에 의해 신설됐으며 초창기 때는 매일 다른 진행자가 각각 다른 느낌의 음악을 방송하였으나, 2015년 CBS 가을 개편 이후부터 CBS 라디오 김형준 PD가 단독 진행하여 방송시간이 종전 새벽 2시에서 밤 12시로 옮겼으며, 이 시간에 방송됐던 《올 댓 재즈》와 방송 시간을 서로 맞바꿨다. 2020년 3월 22일 자로 6년만에 폐지되었다.

## 지역 프로그램
| 프로그램                  | 방송지역                  | 방송국  | 진행자 |
| ------------------------- | ------------------------- | ------- | ------ |
| 정정섭의 매일 주님과 함께 | 광주광역시, 전라남도 일부 | 광주CBS | 정정섭 |

## DJ
- 김형준 PD

## 코너
- 아티스트 열전 (2부)

| CBS 음악FM                |                            |                     |
| 이전                      | 김형준의 레인보우 스트리트 | 다음                |
| 허윤희의 꿈과 음악 사이에 | 김형준의 레인보우 스트리트 | 한밤의 음반가게     |
| 밤 10시 ~ 밤 12시         | 밤 12시 ~ 새벽 2시         | 새벽 2시 ~ 새벽 3시 |
|                           |                            |                     |

| 부산CBS 음악FM            |                            |                     |
| 이전                      | 김형준의 레인보우 스트리트 | 다음                |
| 허윤희의 꿈과 음악 사이에 | 김형준의 레인보우 스트리트 | 깊은밤              |
| 밤 10시 ~ 밤 12시         | 밤 12시 ~ 새벽 2시         | 새벽 2시 ~ 새벽 4시 |
|                           |                            |                     |

| 대구CBS 음악FM            |                            |                     |
| 이전                      | 김형준의 레인보우 스트리트 | 다음                |
| 허윤희의 꿈과 음악 사이에 | 김형준의 레인보우 스트리트 | 한밤의 음반가게     |
| 밤 10시 ~ 밤 12시         | 밤 12시 ~ 새벽 2시         | 새벽 2시 ~ 새벽 3시 |
|                           |                            |                     |